# Kvartetten som sprängdes
För andra betydelser, se Kvartetten som sprängdes (olika betydelser).
Kvartetten, som sprängdes är en roman i två delar av Birger Sjöberg. Den publicerades av Bonniers 1924. Boken har även utkommit uppdelad i tre delar. Senare utgåvor stavar ofta titeln utan kommatecken, men i de tidigare utgåvorna har titeln ett kommatecken efter Kvartetten.

## Handling
Romanen, som utspelar sig i en småstad, har ett mycket stort persongalleri, men den handlar främst om medlemmarna i stadens stråkkvartett och hur de, och andra, ger sig på aktiespekulation. Bland kvartettens medlemmar finns journalisten Cello och boken skildrar bland annat hans kärlekshistoria med Märta Åvik.

## Kritiskt mottagande
Litteraturkritikern Fredrik Böök inledde sin recension med att nämna Sjöbergs tidigare framgång med Fridas bok och fortsatte: "För andra gången har man ett enastående tillfälle att falla i djup förvåning. Den är helt enkelt ypperlig! Den skingrar alla onödiga farhågor och slår segerrikt fast, att Birger Sjöberg är mera än en originellt inspirerad vissångare — han är en författare av hög rang. Kvartetten som sprängdes är en förtjusande bok, full av humor och kvickhet, lustiga infall och spelande lynne, klokhet och fint behag."

## Versioner

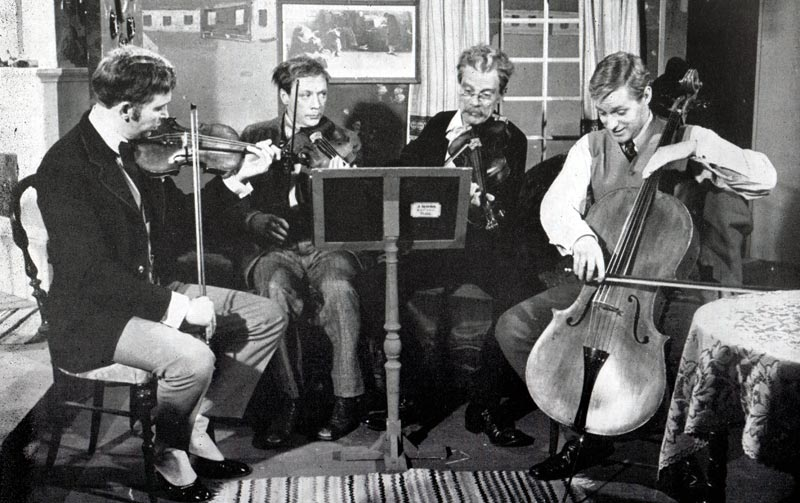
Kvartetten som sprängdes. TV-teater 1962. Medverkande: Ove Tjernberg, Allan Edwall, Olof Widgren och Lars Lind.

Romanen har framförts som pjäs på Dramaten 1935 med Carl Barcklind. Barcklind hade även huvudrollen i den första filmatiseringen, Kvartetten som sprängdes (1936). 
År 1950 gjordes en ny filmversion av Gustaf Molander, Kvartetten som sprängdes. År 1962 gjordes den som TV-teater och 1972 regisserade Hans Alfredson TV-serien Kvartetten som sprängdes, som sändes i SVT under våren 1973.